# استان میدلندز
استان میدلندز (به لاتین: Midlands Province) یکی از ۱۰ استان کشور زیمبابوه است که در مرکز این کشور واقع شده‌است.

## خصوصیات
استان میدلندز ۴۹٬۱۶۶ کیلومترمربع مساحت و ۱٬۶۱۴٬۹۴۱ نفر جمعیت دارد.